# Primolius couloni
Primolius couloni là một loài chim trong họ Psittacidae.